# Водолій (знак зодіаку)
Водолій (лат. Aquarius) — одинадцятий знак зодіаку, відповідний сектору екліптики від 300° до 330°, відраховуючи від точки весняного рівнодення; фіксований знак тригону — Повітря. Зазвичай зображують у вигляді людини з глечиком, яка ллє воду.
У західній астрології вважають, що Сонце перебуває в знаку Водолія з приблизно 21 січня по 20 лютого, у ведичній — Кумбха з 13 лютого до 15 березня. Не слід плутати знак Водолія з сузір'ям Водолія, в якому Сонце в наш час перебуває з 16 лютого до 12 березня.
Керівні планети Водолія — Сатурн, за трипліцитетом Меркурій, Сатурн, Юпітер. Сонце у вигнанні.

## Символ
Символ Водолія ♒ (може не відображатися в деяких браузерах) в Юнікоді розташований під десятковим номером 9810 або шістнадцятковим номером 2652 і може бути введений в HTML-код як  ♒  або  ♒ .

## Міфічна історія

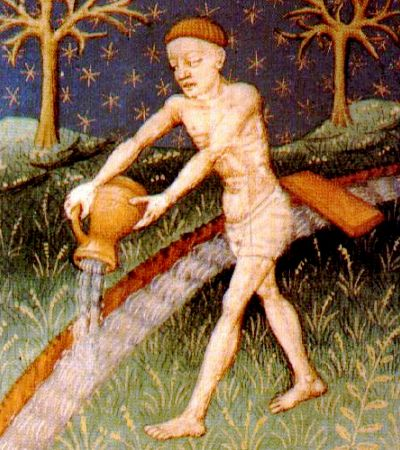
Водолій

Водоносом, який представлений у сузір'ї Водолія, є Ганімед, прекрасний фригійський юнак. Ганімед був сином Троса, царя Трої (за Лукіаном, він також був сином Дардана). Під час пастушої роботи на горі Іда, Ганімед був помічений Зевсом. Цар богів закохався в нього й прилетів на гору у вигляді великої птахи та забрав Ганімеда до небес. З того часу хлопчик служить чашником богам. Овідій у своїх «Метаморфозах» доповідає цю історію у співах Орфея.